# Chrysochlamys nicaraguensis
Chrysochlamys nicaraguensis là một loài thực vật có hoa trong họ Bứa. Loài này được (Oerst.) Hemsl. mô tả khoa học đầu tiên năm 1879.

## Hình ảnh

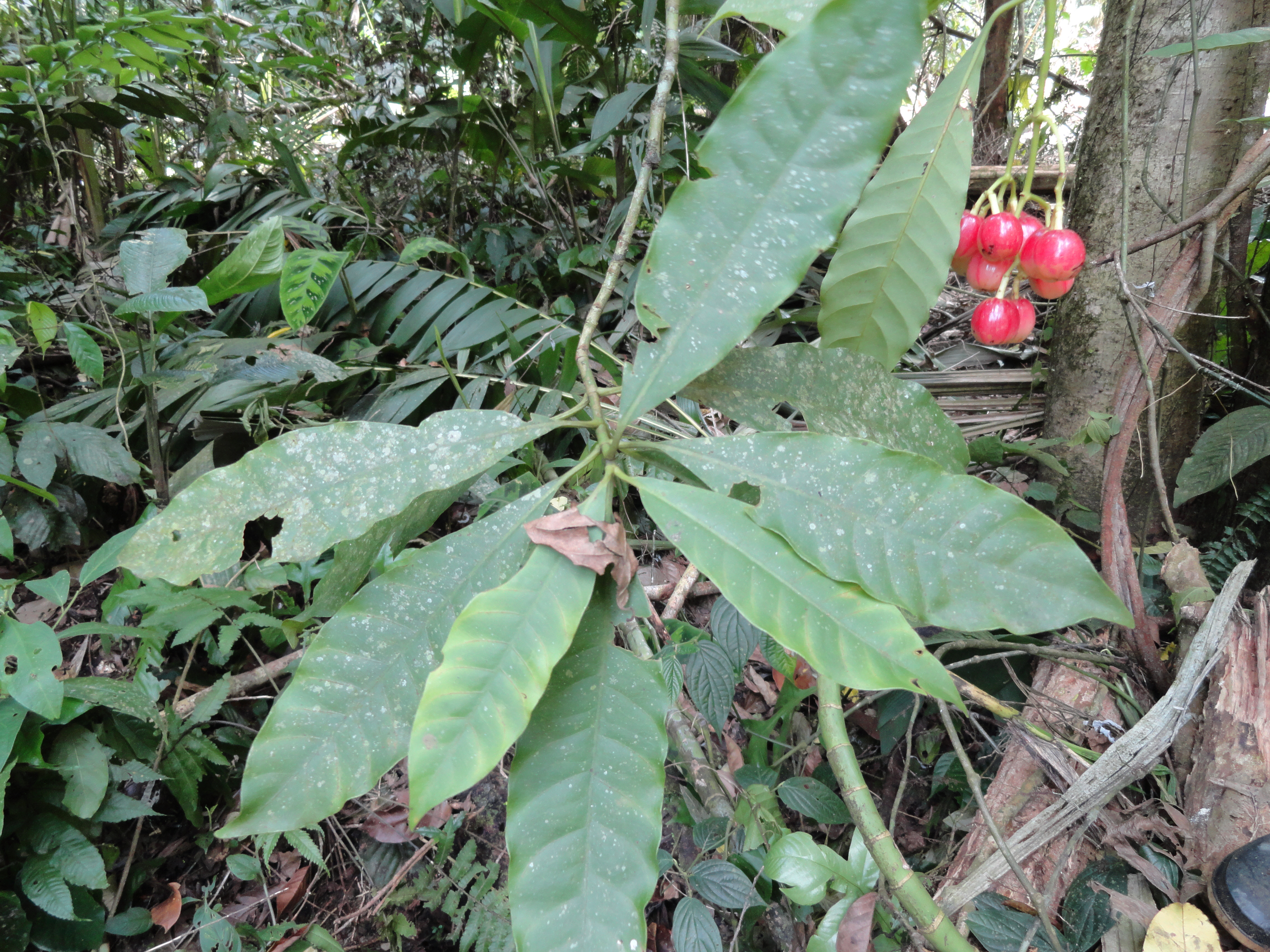